# Ozric Tentacles
Die Ozric Tentacles sind eine englische Space-Rock-Band mit starken Psychedelic-Rock-Einflüssen. Sie wurden 1984 in Somerset, England, gegründet und haben bis heute (2020) 30 Alben veröffentlicht.
Ozric Tentacles spielten in Deutschland u. a. auf dem Burg-Herzberg-Festival (2005). In der britischen Szene haben sie sich in entsprechenden Kreisen Kultstatus erspielt, u. a. durch zahlreiche Auftritte beim für die große Vielfalt der dort vertretenen Musik- und Lebensstile bekannten Glastonbury Festival.
Es existieren darüber hinaus Nebenprojekte der Band, die Eat Static und Nodens Ictus heißen.

## Stil
Ihre Musik ist eine Mischung von Stilelementen aus Psychedelic Dub, Psychedelic Trance, psychedelischem Space Rock, Ambient und Ethnorock. In ihrem Stil gleiten elektronische Klänge sowie Klänge von Flöten, Trommeln, einer verzerrten Elektrogitarre und anderen Instrumenten fließend ineinander oder werden zu einem schillernden Klangteppich verwoben. So kann ein Stück mit einer langsamen, sphärischen Dub-Passage sich in harten Rock verwandeln, der immer von psychedelischen Klängen eingerahmt ist.

## Diskografie

### Audio-Kassetten
- Tantric Obstacles (1985)
- Erpsongs (1985)
- There Is Nothing (1986)
- Live Ethereal Cereal (1986)
- Sliding Gliding Worlds (1988)
- The Bits Between the Bits (1989)

### Alben
- Pungent Effulgent (1989)
- Erpland (1990)
- Sploosh / Live Throbbe EP (1991)
- Strangeitude (1991)
- Live Underslunky (1992)
- Afterswish (1992)
- Jurassic Shift (1993)
- Arborescence (1994)
- Vitamin Enhanced (1994) – CD-Box-Set der ersten sechs Kassetten
- Become the Other (1995)
- Curious Corn (1997)
- Spice Doubt (1998)
- Waterfall Cities (1999)
- Floating Seeds (1999)
- The Hidden Step (2000)
- Pyramidion (2000)
- Tantric Obstacles – Erpsongs re-release (2000)
- Swirly Termination (2002)
- Live at The Pongmasters Ball (2002) – live DVD
- Eternal Wheel (The Best Of)
- Spirals in Hyperspace (2004)
- The Floor's Too Far Away (2006)
- Sunrise Festival (2008) – live CD & DVD
- The Yumyum Tree (2009)
- Paper Monkeys (2011)
- Technicians of the Sacred (2015)
- Space for Earth (2020)
- Lotus Unfolding (2023)

## Belege
1. ↑  Some band background and history, highergroundmusic.com September 2015